# ネルソン・セメド
ネルソン・カブラル・セメド（Nélson Cabral Semedo, 1993年11月16日 - ）は、ポルトガル・リスボン出身のサッカー選手。スュペル・リグ・フェネルバフチェ所属。ポルトガル代表。ポジションはDF。
母国ではネルシーニョとも呼ばれている。

## 経歴
2012年からSLベンフィカに所属し、GDエストリル・プライア戦でプリメイラ・リーガデビューを果たし、初得点を記録した。
2017年7月13日、スペインのFCバルセロナに5年契約で移籍した。加入直後にはネイマールと練習中にトラブルになったこともあった。2019年1月27日のジローナFC戦で初ゴールを記録。その後はセルジ・ロベルトとポジションを争ったが、2018-19シーズンにフル出場が13試合と少なかったことを受けて移籍を希望するようになる。2019年6月にはアトレティコ・マドリードやパリ・サンジェルマンFCが獲得を狙っているとも報じられた。一方のバルセロナはセメドのプレーを評価していたため売却には否定的だった。その後はユヴェントスFCやプレミアリーグのクラブが関心を示していたものの、残留した。
2020年9月23日、ウルヴァーハンプトン・ワンダラーズFCへの完全移籍が発表された。契約は2023年までの3年間。2年間の契約延長オプションがつく。
2025年7月31日、フェネルバフチェに2年契約で移籍した。

## 代表経歴
ポルトガル代表としてFIFAコンフェデレーションズカップ2017に出場した。

## 個人成績
| クラブ         | シーズン | リーグ | リーグ | カップ | カップ | リーグカップ | リーグカップ | UEFA | UEFA | その他 | その他 | 通算 | 通算 |
| クラブ         | シーズン | 出場   | 得点   | 出場   | 得点   | 出場         | 得点         | 出場 | 得点 | 出場   | 得点   | 出場 | 得点 |
| -------------- | -------- | ------ | ------ | ------ | ------ | ------------ | ------------ | ---- | ---- | ------ | ------ | ---- | ---- |
| SUシントレンセ | 2012-13  | 29     | 0      | 0      | 0      | 0            | 0            | -    | -    | -      | -      | 29   | 0    |
| SLベンフィカB  | 2013-14  | 17     | 0      | -      | -      | -            | -            | -    | -    | -      | -      | 17   | 0    |
| SLベンフィカB  | 2014-15  | 42     | 1      | -      | -      | -            | -            | -    | -    | -      | -      | 42   | 1    |
| SLベンフィカB  | 2015-16  | 4      | 3      | -      | -      | -            | -            | -    | -    | -      | -      | 4    | 3    |
| SLベンフィカ   | 2015-16  | 12     | 1      | 0      | 0      | 2            | 0            | 3    | 0    | -      | -      | 17   | 0    |
| SLベンフィカ   | 2016-17  | 31     | 1      | 4      | 0      | 1            | 0            | 3    | 0    | -      | -      | 38   | 0    |
| FCバルセロナ   | 2017-18  | 24     | 0      | 4      | 0      | -            | -            | 7    | 0    | 1      | 0      | 36   | 0    |
| FCバルセロナ   | 2018-19  | 26     | 1      | 9      | 0      | -            | -            | 10   | 0    | 1      | 0      | 46   | 1    |

## 代表歴

### 出場大会
- ポルトガル代表
  - 2017年 - FIFAコンフェデレーションズカップ（3位）

### 試合数
- 国際Aマッチ（2015年 - ）10試合0得点

| ポルトガル代表 | 国際Aマッチ | 国際Aマッチ |
| 年             | 出場        | 得点        |
| -------------- | ----------- | ----------- |
| 2015           | 1           | 0           |
| 2016           | 0           | 0           |
| 2017           | 7           | 0           |
| 2019           | 2           | 0           |
| 通算           | 10          | 0           |

## タイトル

### クラブ
SLベンフィカ
- プリメイラ・リーガ: 2回(2015–16, 2016–17)
- タッサ・デ・ポルトガル: 1回(2016–17)
- タッサ・ダ・リーガ: 1回(2015–16)
- スーペルタッサ・カンディド・デ・オリベイラ: 1回(2016)

FCバルセロナ
- コパ・デル・レイ: 1回(2017–18)
- プリメーラ・ディビシオン: 2回(2017–18, 2018-19)
- スーペルコパ・デ・エスパーニャ: 1回(2018)

### 代表
- UEFAネーションズリーグ: 1回(2018-19)